# Darány
Darány là một thị trấn thuộc hạt Somogy, Hungary. Thị trấn này có diện tích 28,1 km², dân số năm 2010 là 918 người, mật độ 33 người/km².